# Eligiuskapelle (Götzis)

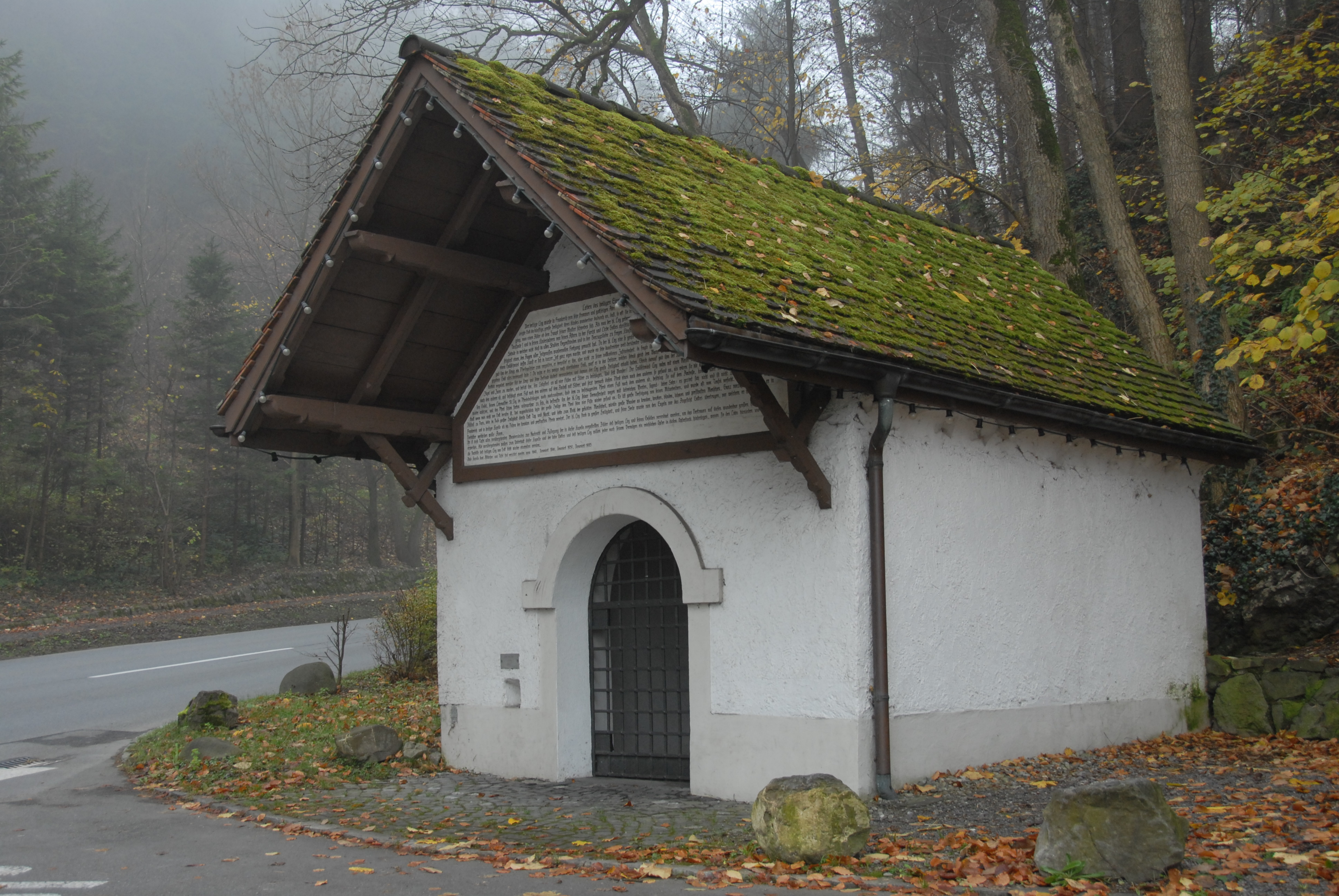
Kapelle hl. Eligius in Götzis

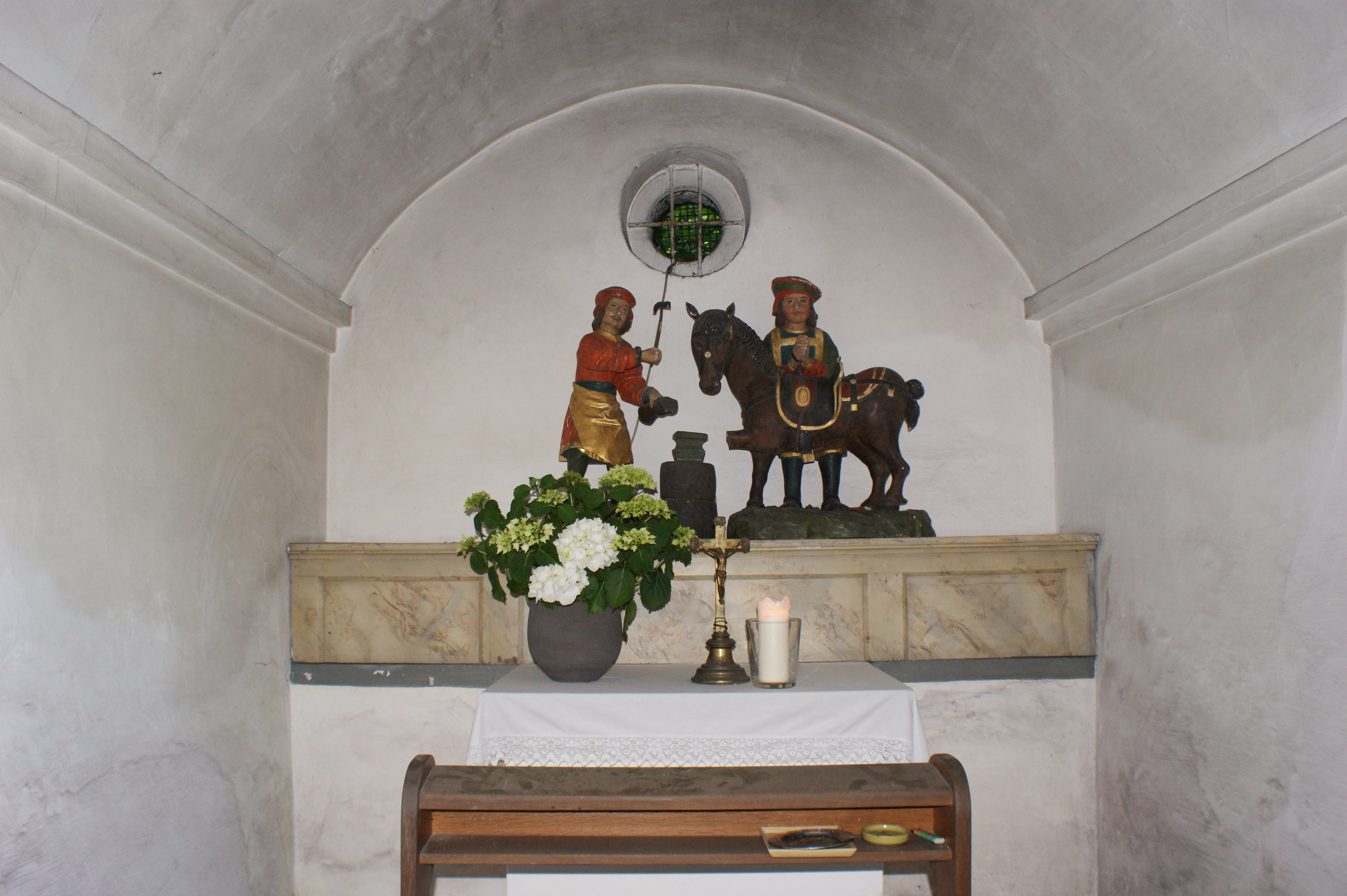
Altar

Die römisch-katholische Eligiuskapelle steht an der Montfortstraße nach St. Arbogast am Fuße des Bergrückens der Burg Neu-Montfort in der Marktgemeinde Götzis in Vorarlberg. Die dem Patrozinium des Heiligen Eligius von Noyon unterstellte Kapelle gehört zum Dekanat Rankweil der Diözese Feldkirch. Die Kapelle steht unter Denkmalschutz (Listeneintrag).

## Beschreibung
Die Kapelle wurde 1648 erbaut. Der Rechteckbau unter einem vorne weit auskragenden Satteldach hat eine Rundbogenöffnung. Im Giebelfeld befindet sich eine Tafel mit einer umfangreichen Inschrift zum hl. Eligius bzw. St. Loy. Das Kapelleninnere zeigt ein Tonnengewölbe auf einem schlichten Gesims. Der Altartisch trägt die Figuren der Heiligen Eligius von Noyon und Arbogast von Straßburg aus dem 17. Jahrhundert.